# Малый Алней
Малый Алней — потухший вулкан на полуострове Камчатка, Россия.
Данный вулкан относится к Алнейскому вулканическому району Срединного вулканического пояса. Вулкан расположен в верховье рек Половинная и Крюки.
Форма вулкана представляет собой пологий сильно разрушенный конус. В географическом плане вулканическое сооружение занимает площадь — 40 км², объем изверженного материала 12 км³. Абсолютная высота — 1858 м, относительная — около 800 м.
Деятельность вулкана относится к верхнечетвертичному периоду.